# Акбарісовська сільська рада
Акбарі́совська сільська рада (рос. Акбарисовский сельский совет) — муніципальне утворення у складі Шаранського району Башкортостану, Росія. Адміністративний центр — село Акбарісово.
Станом на 2002 рік існували Акбарісовська сільська рада (села Акбарісово, Біктишево, Янгаулово, присілки Новотавларово, Шалтикбашево, селище Шаранського Лісничества) та Урсаєвська сільська рада (села Мещерово, Чупаєво, присілки Біккулово, Урсаєво, Уялово).

## Населення
Населення — 1417 осіб (2019, 1659 у 2010, 1931 у 2002).

## Склад
До складу поселення входять такі населені пункти:
| Населений пункт                 | Населення, осіб (2002) | Населення, осіб (2010) |
| ------------------------------- | ---------------------- | ---------------------- |
| Акбарісово, село                | 506                    | 437                    |
| Біккулово, присілок             | 56                     | 47                     |
| Біктишево, село                 | 143                    | 124                    |
| Мещерово, присілок              | 204                    | 179                    |
| Новотавларово, присілок         | 250                    | 219                    |
| Урсаєво, присілок               | 99                     | 106                    |
| Уялово, присілок                | 159                    | 159                    |
| Чупаєво, село                   | 201                    | 176                    |
| Шалтикбашево, присілок          | 21                     | 8                      |
| Шаранського Лісничества, селище | 28                     | -                      |
| Янгаулово, село                 | 264                    | 204                    |